# Abdij van Malmedy
De Abdij van Malmedy is een voormalige abdij van benedictijner monniken in de Belgische stad Malmedy. De abdij werd in 648 als tweelingabdij gesticht samen met de abdij van Stavelot, die samen het abdijvorstendom Stavelot-Malmedy vormden tot de opheffing in 1796. Vanaf 2011 zijn in de voormalige abdij zowel een bibliotheek als het museum Malmundarium gevestigd.

## Geschiedenis
De abdij werd in of rond 648 gesticht door de heilige Remaclus, abt van het klooster te Solignac in Aquitanië, die van koning Sigebert III van Austrasië een stuk bos in de Ardennen kreeg, om hem in staat te stellen dit deel van het rijk te kerstenen. Hij stichtte de tweeling-abdij van Stavelot-Malmedy, die in de 10e eeuw de kiem vormde van het abdijvorstendom Stavelot-Malmedy. Dit kerkelijke vorstendom slaagde er meer dan 800 jaar in om min of meer autonoom te blijven binnen het Heilige Roomse Rijk. De rivaliteit tussen de twee abdijen werd in 980 door Keizer Otto II in het voordeel van Stavelot beslist.

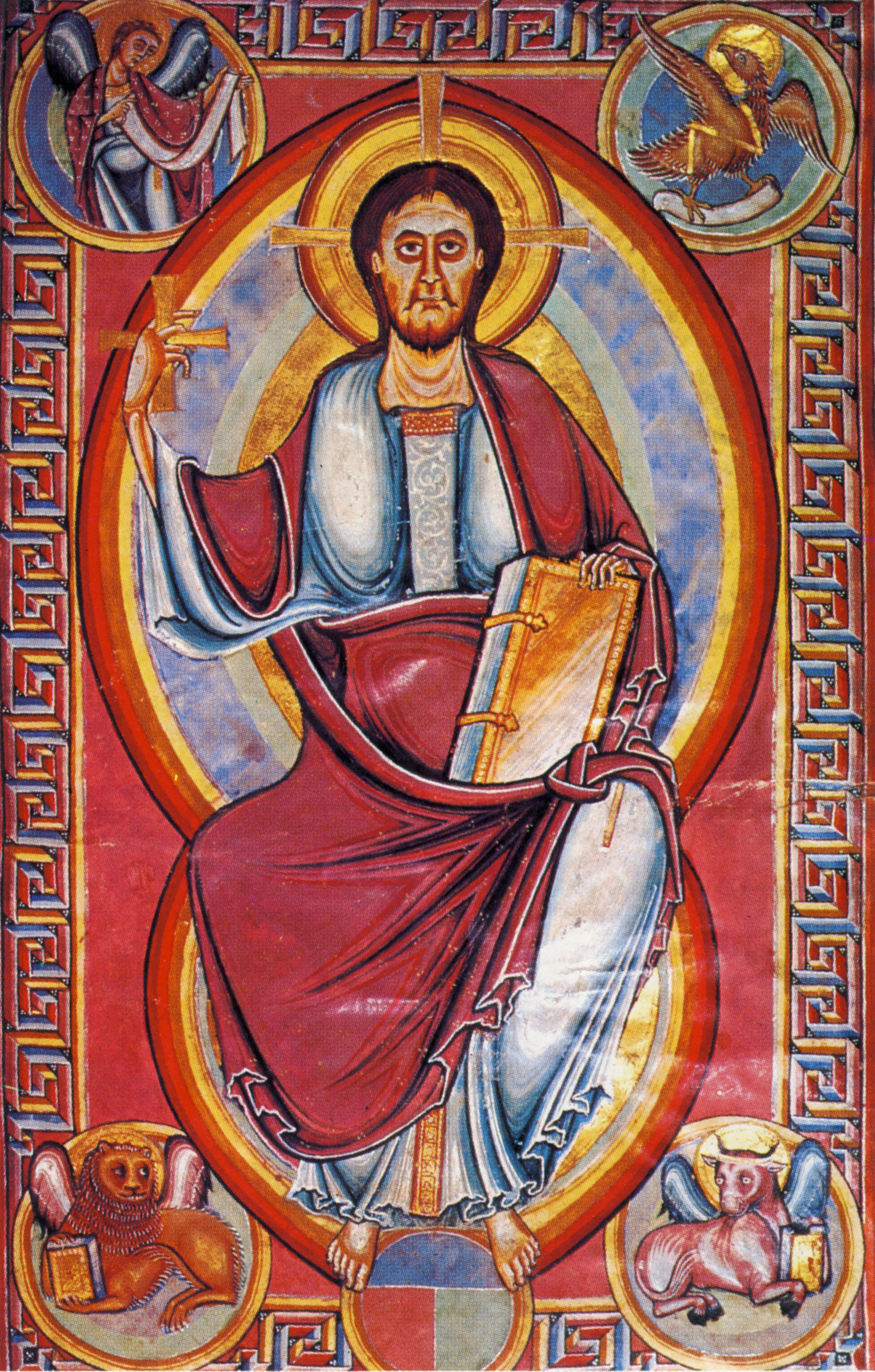
Pagina met Christus in majesteit uit de Stavelotbijbel, in bezit van het British Museum.

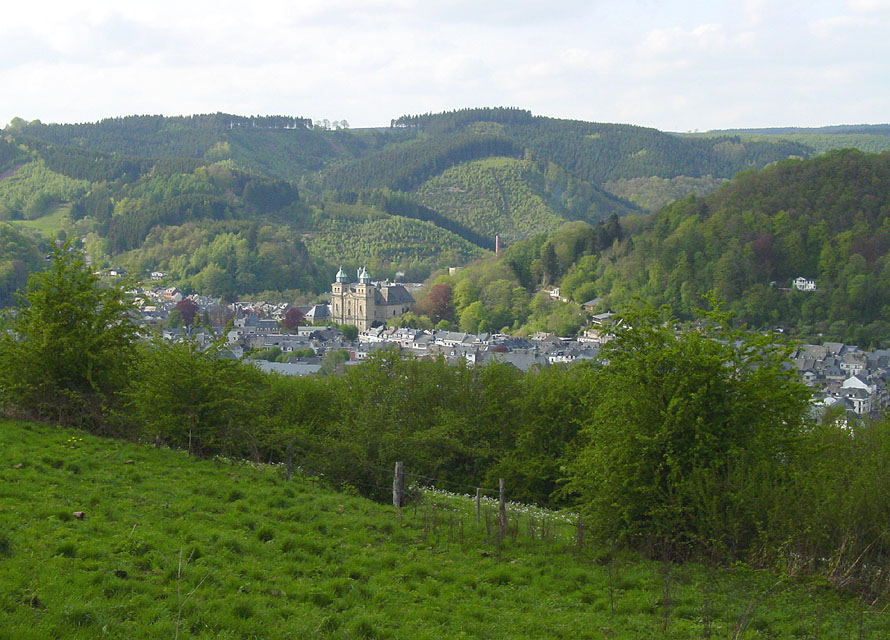
De kerk met links de abdij in het dal van Warchenne en Warche.

De bloeitijd van de abdijen was de periode van de 10e tot de 12e eeuw. In deze tijd werd o.a. de Stavelotbijbel vervaardigd tussen 1093 en 1097. Poppo (abt in 1020) was een hervormer in de traditie van de Abdij van Cluny. Hij kreeg de leiding over 17 andere abdijen, waaronder de Abdij van Echternach en Sankt Gallen. Frederik van Luxemburg, hertog van Neder-Lotharingen in de 11e eeuw, werd in de abdij van Stavelot begraven. Wibald (abt in 1130) was diplomaat in dienst van de keizers en opdrachtgever van talrijke kunstwerken, waaronder een zeer kostbaar retabel van goud en zilver waarin centraal het reliekschrijn van de heilig verklaarde stichter van de abdij, Sint-Remaclus, stond opgesteld. Wibald werd ook abt van de Abdij van Corvey. Zijn brieven behoren tot de belangrijkste bronnen voor de geschiedenis van de tweede kruistocht.
In 1190 stichtte pater Erlebald een leprakolonie, die later werd omgebouwd tot hospitaal nadat melaatsheid uit het gebied was verdwenen. Na de 12e eeuw maakten de abdijen een lange periode van verval mee. Eind 15e eeuw herstelde abt Willem van Manderscheidt de kloosterdiscipline. Tijdens de Nederlandse Opstand werd de abdij en het abdijvorstendom bedreigd door de godsdienststrijd in de Zuidelijke Nederlanden. In de 16e en 17e eeuw vormde het abdijvorstendom een personele unie met het prinsbisdom Luik, om precies te zijn van 1576 tot 1650. Drie Luikse prins-bisschoppen waren tevens vorst-abt van Stavelot-Malmedy, te weten: Gerard van Groesbeek (1576-1580), Ernst van Beieren (1581-1612) en Ferdinand van Beieren (1612-1650). Op 4 oktober 1689 werden de beide abdijen geheel verwoest door de troepen van Lodewijk XIV van Frankrijk tijdens de Negenjarige Oorlog. In Stavelot werden alle 350 huizen verwoest en in Malmedy 600 van de 660 huizen. De stadsmuur uit 1601 was reeds in 1658 gesloopt, eveneens door de Fransen, tijdens de Frans-Spaanse Oorlog (1635-1659). De abdij werd heropgebouwd tussen 1701 en 1708.
Na de komst van de Franse revolutionaire troepen verlieten de monniken in 1795 de abdij. In 1796 werd het abdijvorstendom Stavelot-Malmedy opgeheven en opgenomen in het departement Ourthe. In 1950 vestigden zich opnieuw benedictijner monniken in Stavelot-Malmedy na de bouw van Klooster Sint-Remaclus (Wavreumont) in een gehucht dat precies tussen Stavelot en Malmedy is gelegen. Halverwege de 20e eeuw werd de abdij gebruikt door een middelbare school en de vrederechter. Vanaf 2011 zijn zowel een bibliotheek als het museum Malmundarium in de voormalige abdij gevestigd.

## Abdijkerk

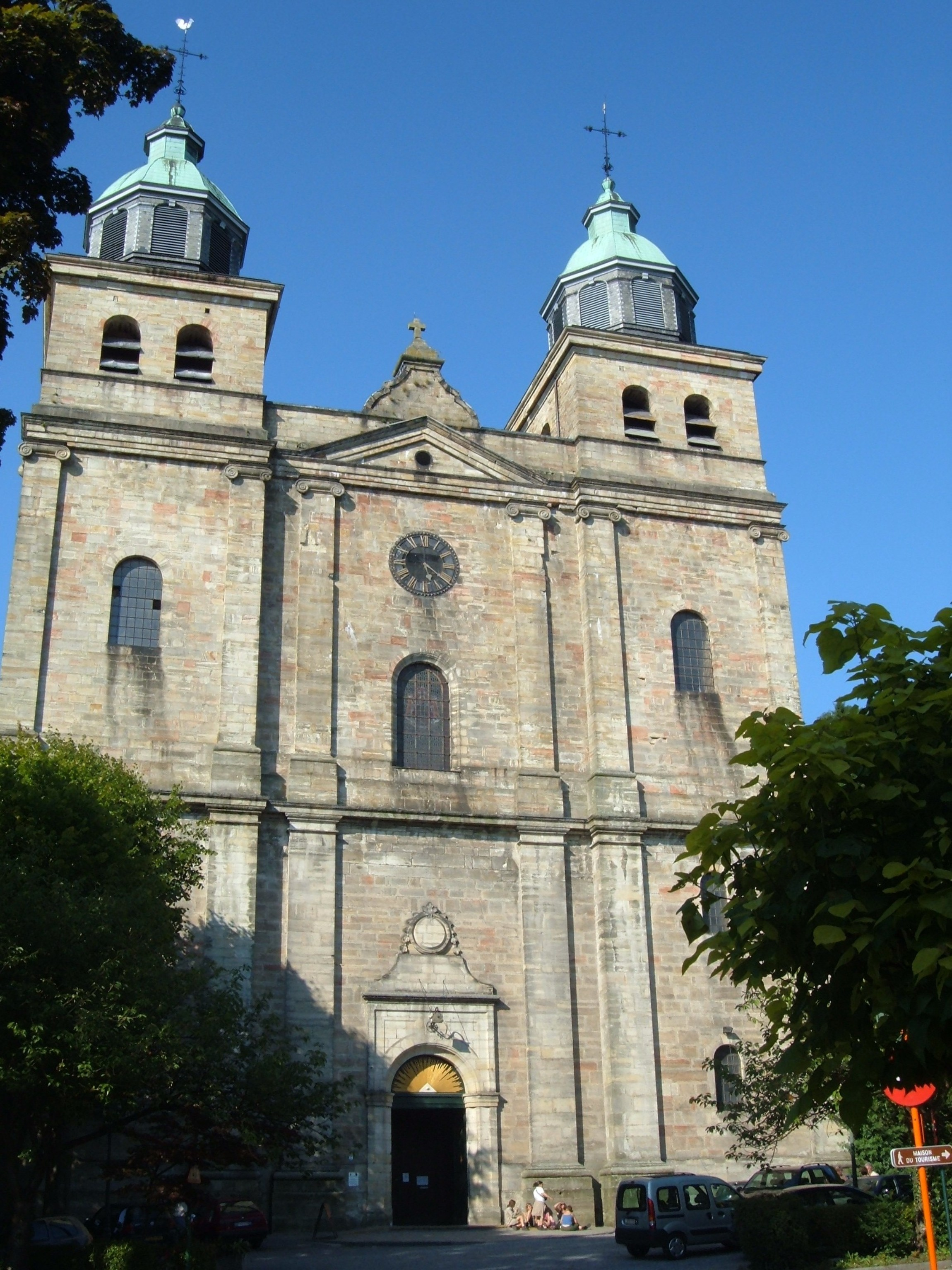
De abdijkerk die vanaf 1920 kathedraal is.

Tussen 1775 en 1784 werd de abdijkerk gebouwd, maar deze functie zou ze niet lang vervullen. Door de omwenteling na de Luikse en de Franse Revolutie werd het abdijvorstendom in 1796 opgeheven. In de Franse Tijd werd de HH. Petrus, Paulus en Quirinuskerk gebruikt als stal en timmeratelier. De kerk werd door een privépersoon opgekocht en aan de stad geschonken en werd parochiekerk in 1819. Een eeuw later werd het de hoofdkerk van het voormalige bisdom Eupen-Malmedy dat tussen oktober 1920 en april 1925 heeft bestaan. Als bisschopszetel werd de kerk een kathedraal, een eerbiedwaardige titel die nu nog gebruikt wordt.

## Malmundarium
In het museum Malmundarium komen verschillende thema's aan bod: de geschiedenis van Malmedy (in het Historium), de ledernijverheid (Lederatelier), de papiernijverheid (Papieratelier), het lokale carnaval en tijdelijke tentoonstellingen.